# Hacienda
Một Hacienda (UK: /ˌhæsiˈɛndə/ hoặc US: /ˌhɑːsiˈɛndə/; tiếng Tây Ban Nha: [aˈθjenda] hoặc[aˈsjenda]), là một đơn vị bất động sản kinh doanh trên các thuộc địa của Đế quốc Tây Ban Nha, tương tự như latifundium La Mã. Một số hacienda là đồn điền, hầm mỏ hoặc nhà máy. Nhiều hacienda đã kết hợp các hoạt động này. Từ ngữ này có nguồn gốc từ "hacer" hoặc "haciendo" trong tiếng Tây Ban Nha, có nghĩa là: tạo nên hoặc làm việc, tách biệt; và phần lớn là các doanh nghiệp kinh doanh bao gồm các dự án kinh doanh tài chính khác nhau ví dụ trang trại chăn nuôi và trồng cây ăn quả.

Hacienda Lealtad, đồn điền cà phê trước đây sử dụng lao động nô lệ ở Lares, Puerto Rico

Thuật ngữ hacienda khá mơ hồ, nhưng thường dùng để chỉ bất động sản trên đất liền có quy mô đáng kể. Đất cho thuê nhỏ được gọi là estancia hoặc ranchos hầu như chỉ thuộc sở hữu của người Tây Ban Nha và criollos và trong một số trường hợp hiếm hoi là cá nhân lai giữa các chủng tộc. Ở Argentina, thuật ngữ estancia được sử dụng cho bất động sản lớn mà ở Mexico sẽ được gọi là haciendas. Trong những thập kỷ gần đây, thuật ngữ này đã được sử dụng ở Hoa Kỳ để chỉ một phong cách kiến trúc gắn liền với nhà trang viên bất động sản thời ký trước.
Hệ thống hacienda của Argentina, Bolivia, Chile, Colombia, Guatemala, El Salvador, México, New Granada và Peru là một hệ thống gồm nhiều đất đai sở hữu. Một hệ thống tương tự đã tồn tại theo quy mô nhỏ hơn ở Philippines và Puerto Rico. Ở Puerto Rico, hacienda lớn hơn estancia, thường trồng mía, cà phê hoặc bông, và xuất khẩu cây trồng ra ngoài Puerto Rico.